# Leo Gollob
Leo Gollob (Zagreb, 1890., Zagreb, 1969.) je bio hrvatski nogometaš i športski djelatnik. Po zanimanju je bio dr. prava, a obnašao je i dužnost gradskog senatora.

## Nogometna karijera
Igrao je za zagrebački klub HAŠK s kojim je bio jesenski prvak prvenstva Hrvatske i Slavonije sezone 1912./13., a suigrači su mu bili Vladimir Šuput, Hugo Kuderna, Ivan Banfić, Oto Behrman, Ivan Lipovšćak, Mihajlo Mujdrica, Dragan Kastl, Dragutin Štancl, Janko Justin, Tomo Hombauer.
Sudionik je nogometne utakmice HAŠK-a i Northern Universityja, poznate kao prvo gostovanje engleske nogometne momčadi u Zagrebu. 

## Dužnosnička karijera
Gollob je bio prvi predsjednik novoosnovanog Kajak i kanu kluba Zagreb, osnovanog 10. ožujka 1931. godine. Od Gradske je uprave predsjednik Gollob ishodio zemljište nizvodno od mosta na Savi za izgradnju spremišta. Gollob i uprava kajak i kanu kluba željela je da klub dođe do svjetske razine. Upornošću dr. Golloba i dr. Ante Pandakovića 30. listopada 1932. Kajak i kanu klub Zagreb primljen he za člana Međunarodne kajakaške organizacije na kongresu IRK-a (IRK, kasnije preimenovan u ICF) u Beču.